# Santa Isabel, Ocozocoautla de Espinosa
Santa Isabel är en ort i Mexiko.   Den ligger i kommunen Ocozocoautla de Espinosa och delstaten Chiapas, i den sydöstra delen av landet, 700 km öster om huvudstaden Mexico City. Santa Isabel ligger 986 meter över havet och antalet invånare är 154.
Terrängen runt Santa Isabel är kuperad åt nordost, men åt sydväst är den platt. Runt Santa Isabel är det ganska glesbefolkat, med 40 invånare per kvadratkilometer. Närmaste större samhälle är Ocozocoautla de Espinosa, 6,7 km söder om Santa Isabel. Omgivningarna runt Santa Isabel är en mosaik av jordbruksmark och naturlig växtlighet.